# Robin Hood: Príncep dels lladres
Robin Hood: Príncep dels lladres (en anglès: Robin Hood: Prince of Thieves) és una pel·lícula d'aventures del 1991 dirigida per Kevin Reynolds amb música de Michael Kamen i protagonitzada per Kevin Costner, Morgan Freeman i Mary Elizabeth Mastrantonio. Ha estat doblada al català.

## Argument
En Robin Hood (Kevin Costner) és un noble anglès que, unit al rei Ricard Cor de Lleó en la Tercera Croada és empresonat en una presó de Jerusalem. Quan fuig coneix el pres Azeen (Morgan Freeman), que, agraït perquè en Hood l'ha salvat de la mort, decideix quedar-se amb ell fins que li torni el favor.
Quan en Robion i n'Azeem arriben a Anglaterra, governada ara pel dèspota xèrif de Nottingham (Alan Rickman), ajudat pel seu cosí Guy de gisborne (Michael Wincott) i la bruixa Morgana (Geraldine McEwan), descobreixen que el pare d'en Robin, lord Locksley (Brian Blessed), ha estat assassinat pel xèrif. Com a venjança en Robin, ajudat per n'Azeem, comença a robar a la noblesa i a l'església enriquida per alimentar els pobres. Per això el xèrif valora el cap d'en Robin en cent peces d'or.
Amagats al bosc de Shwerwood, en Robin i n'Azeem coneixen un grup de persones que, per un motiu o per un altre, també s'amaguen del poder del tirà de Nottingham. Units per la mateixa causa, el grup liderat per en Robin planeja llur venjança. Però ningú no compta que Lady Marian (Mary Elizabeth Mastrantonio), amb qui el xèrif vol casar-se i tenir descendència, i en Hood estan enamorats.
Finalment, quan Lady Marian és obligada a casar-se amb algú que no s'estima, és el grup d'en Robin qui saqueja la fortalesa reial i allibera el país del grup de governants opressors, i també la jove Marian.

## Repartiment
- Kevin Costner: Robin Hood (Robin de Locksley)[3]
- Morgan Freeman: Azeem
- Christian Slater: Will Scarlet
- Alan Rickman: George, xèrif de Nottingham[4]
- Mary Elizabeth Mastrantonio: Marian Dubois
- Geraldine McEwan: Mortianna
- Mike McShane: Friar Tuck
- Brian Blessed: Lord Locksley
- Michael Wincott: Noi de Gisborne
- Nick Brimble: Little John
- Harold Innocent: el bisbe de Hereford
- Walter Sparrow: Duncan
- Daniel Newman: Wulf
- Sean Connery (no surt als crèdits): King Richard
- Jack Wild: Much the miller's son
- Daniel Peacock: Bull